# 체르케스인 집단학살

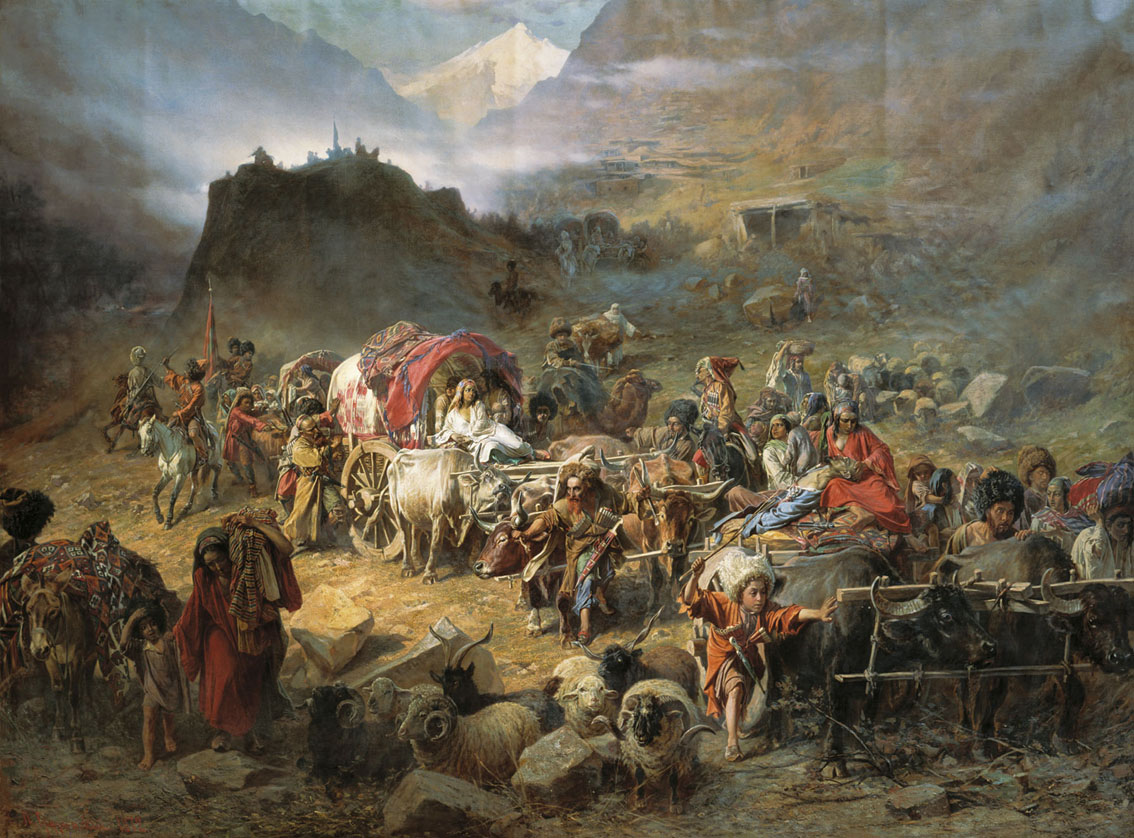
러시아군을 피해 마을을 버리고 피난을 떠나는 체르케스인들

체르케스인 집단학살은 19세기 러시아 제국이 체르케스 지역에서 민족 인구의 대부분(95~97%)에 해당하는 100~150만 명의 체르케스인들을 대상으로 학살이나 강제 추방을 통해 인종 청소를 벌인 일이다.
러시아-체르케스 전쟁 기간 내내 러시아 제국은 체르케스인 민간인들을 대상으로 조직적인 학살 정책을 시행했으며, 체르케스인 마을들을 찾아 불태우거나, 조직적으로 굶기거나, 전체 인구를 살해했다. 러시아화와 재정착을 받아들인 극소수만이 살아남을 수 있었고, 나머지 대부분의 체르케스인은 주변 국가들로 광범위하게 흩어지거나 집단으로 학살당했다. 1864년에는 생존자들에 대해서도 대대적인 강제 추방이 시작되었고 1867년에는 대부분 마무리되었다. 추방당한 난민들은 대부분 오스만 제국에 재정착했고 현재까지도 구 오스만령의 여러 지역에 체르케스인 공동체들이 분포해 있다. 집단학살 직후 체르케스 지역에 살아남은 체르케스인 인구는 약 10만 명, 혹은 그에도 미치지 못하였다.

## 같이 보기
- 체르케스인